# Limba polabă
Limba polabă (wenska rec) a fost o limbă slavă de vest din subgrupul lehitic. A fost vorbită în părțile de nord-est ale Germaniei contemporane: Brandenburg, Mecklenburg-Pomerania Inferioară, Saxonia-Anhalt, Saxonia Inferioară și Schleswig-Holstein. A dispărut în secolul XVIII.
Numele limbii este derivat de numele popoarelor polabiane, care este derivat din numele slavic al limbii Elbe: Łaba în poloneza și Labe în ceha.
1. ↑  Language